# Коваль (Северо-Казахстанская область)
Коваль (каз. Коваль) — село в Мамлютском районе Северо-Казахстанской области Казахстана. Входит в состав Беловского сельского округа. Код КАТО — 595233200.

## География
Находится в 20-ти километрах от районного центра. Расположено около озера Коваль.

## Население
В 1999 году население села составляло 175 человек (85 мужчин и 90 женщин). По данным переписи 2009 года, в селе проживало 65 человек (36 мужчин и 29 женщин).

### Известные люди
В селе родился Дудкин, Николай Матвеевич (1928—1981) — советский партийный деятель.